# Selección femenina de fútbol de Liechtenstein
La selección femenina de fútbol de Liechtenstein (alemán: Liechtensteinische Fussballnationalmannschaft) es la selección de fútbol femenino que representa a Liechtenstein, es controlada por la Asociación de Fútbol de Liechtenstein que está afiliada a la UEFA y a la FIFA.

## Historia
Liechtenstein no tenía un equipo nacional en 2006 ni en el nivel superior ni en el juvenil. En 2013, el presidente de la Asociación de Fútbol de Liechtenstein (LIV), Matthias Voigt, dijo que estaba comprometido a trabajar en la creación de un equipo nacional femenino, y señaló el nivel de actividad en la competencia doméstica femenina. A pesar de este comentario, la federación no tenía personal dedicado al fútbol femenino a partir de 2017 y tampoco tenía un comité de fútbol femenino. La inclusión de las mujeres en el gobierno también fue limitada, con solo una mujer sirviendo en un comité y solo cinco mujeres sirviendo en puestos gerenciales dentro de la organización. El progreso en el frente del desarrollo como resultado de las actividades de LFV fue parte de la razón por la que Radio Liechtenstein citó en septiembre de 2017 el momento de crear un equipo nacional de mujeres de alto nivel.
Los equipos nacionales femeninos sub-16 y sub-18 de Liechtenstein han existido en 2017. UEFA incluyó al equipo femenino sénior como equipo sub-19 B.

## Estadísticas

### Copa Mundial Femenina de Fútbol
| Edición | Resultado               | Posición                | PJ                      | PG                      | PE                      | PP                      | GF                      | GC                      |
| ------- | ----------------------- | ----------------------- | ----------------------- | ----------------------- | ----------------------- | ----------------------- | ----------------------- | ----------------------- |
| 1991    | No existía la selección | No existía la selección | No existía la selección | No existía la selección | No existía la selección | No existía la selección | No existía la selección | No existía la selección |
| 1995    | No existía la selección | No existía la selección | No existía la selección | No existía la selección | No existía la selección | No existía la selección | No existía la selección | No existía la selección |
| 1999    | No existía la selección | No existía la selección | No existía la selección | No existía la selección | No existía la selección | No existía la selección | No existía la selección | No existía la selección |
| 2003    | No existía la selección | No existía la selección | No existía la selección | No existía la selección | No existía la selección | No existía la selección | No existía la selección | No existía la selección |
| 2007    | No existía la selección | No existía la selección | No existía la selección | No existía la selección | No existía la selección | No existía la selección | No existía la selección | No existía la selección |
| 2011    | No existía la selección | No existía la selección | No existía la selección | No existía la selección | No existía la selección | No existía la selección | No existía la selección | No existía la selección |
| 2015    | No existía la selección | No existía la selección | No existía la selección | No existía la selección | No existía la selección | No existía la selección | No existía la selección | No existía la selección |
| 2019    | No existía la selección | No existía la selección | No existía la selección | No existía la selección | No existía la selección | No existía la selección | No existía la selección | No existía la selección |
| 2023    | No participó            | No participó            | No participó            | No participó            | No participó            | No participó            | No participó            | No participó            |
| 2027    | Por disputarse          | Por disputarse          | Por disputarse          | Por disputarse          | Por disputarse          | Por disputarse          | Por disputarse          | Por disputarse          |
| Total   | 0/9                     | -                       | -                       | -                       | -                       | -                       | -                       | -                       |

### Eurocopa Femenina
| Edición | Resultado               | Posición                | PJ                      | PG                      | PE                      | PP                      | GF                      | GC                      |
| ------- | ----------------------- | ----------------------- | ----------------------- | ----------------------- | ----------------------- | ----------------------- | ----------------------- | ----------------------- |
| 1984    | No existía la selección | No existía la selección | No existía la selección | No existía la selección | No existía la selección | No existía la selección | No existía la selección | No existía la selección |
| 1987    | No existía la selección | No existía la selección | No existía la selección | No existía la selección | No existía la selección | No existía la selección | No existía la selección | No existía la selección |
| 1989    | No existía la selección | No existía la selección | No existía la selección | No existía la selección | No existía la selección | No existía la selección | No existía la selección | No existía la selección |
| 1991    | No existía la selección | No existía la selección | No existía la selección | No existía la selección | No existía la selección | No existía la selección | No existía la selección | No existía la selección |
| 1993    | No existía la selección | No existía la selección | No existía la selección | No existía la selección | No existía la selección | No existía la selección | No existía la selección | No existía la selección |
| 1995    | No existía la selección | No existía la selección | No existía la selección | No existía la selección | No existía la selección | No existía la selección | No existía la selección | No existía la selección |
| 1997    | No existía la selección | No existía la selección | No existía la selección | No existía la selección | No existía la selección | No existía la selección | No existía la selección | No existía la selección |
| 2001    | No existía la selección | No existía la selección | No existía la selección | No existía la selección | No existía la selección | No existía la selección | No existía la selección | No existía la selección |
| 2005    | No existía la selección | No existía la selección | No existía la selección | No existía la selección | No existía la selección | No existía la selección | No existía la selección | No existía la selección |
| 2009    | No existía la selección | No existía la selección | No existía la selección | No existía la selección | No existía la selección | No existía la selección | No existía la selección | No existía la selección |
| 2013    | No existía la selección | No existía la selección | No existía la selección | No existía la selección | No existía la selección | No existía la selección | No existía la selección | No existía la selección |
| 2017    | No existía la selección | No existía la selección | No existía la selección | No existía la selección | No existía la selección | No existía la selección | No existía la selección | No existía la selección |
| 2022    | No participó            | No participó            | No participó            | No participó            | No participó            | No participó            | No participó            | No participó            |
| 2025    | No participó            | No participó            | No participó            | No participó            | No participó            | No participó            | No participó            | No participó            |
| Total   | 0/14                    | -                       | -                       | -                       | -                       | -                       | -                       | -                       |

### Liga de Naciones Femenina de la UEFA
| Edición | L            | G            | Resultado    | PJ           | PG           | PE           | PP           | GF           | GC           |
| ------- | ------------ | ------------ | ------------ | ------------ | ------------ | ------------ | ------------ | ------------ | ------------ |
| 2023-24 | No participó | No participó | No participó | No participó | No participó | No participó | No participó | No participó | No participó |
| Total   | Total        | Total        | 0/1          | -            | -            | -            | -            | -            | -            |

## Últimos y próximos encuentros
Actualizado al último partido jugado el 14 de julio de 2024
| Fecha      | Ciudad           | Local         | Resultado | Visitante     | Competición      |
| ---------- | ---------------- | ------------- | --------- | ------------- | ---------------- |
| 03-09-2022 | Andorra La Vieja | Andorra       | 3:1       | Liechtenstein | Partido amistoso |
| 06-10-2022 | Larnaca          | Chipre        | 5:0       | Liechtenstein | Partido amistoso |
| 09-10-2022 | Larnaca          | Chipre        | 2:1       | Liechtenstein | Partido amistoso |
| 13-07-2023 | Pristina         | Kosovo        | 4:0       | Liechtenstein | Partido amistoso |
| 16-07-2023 | Pristina         | Kosovo        | 2:0       | Liechtenstein | Partido amistoso |
| 22-02-2024 | Gibraltar        | Gibraltar     | 2:3       | Liechtenstein | Partido amistoso |
| 25-02-2024 | Gibraltar        | Gibraltar     | 1:1       | Liechtenstein | Partido amistoso |
| 11-07-2024 | Ruggell          | Liechtenstein | 1:1       | Namibia       | Partido amistoso |
| 14-07-2024 | Ruggell          | Liechtenstein | 0:2       | Namibia       | Partido amistoso |

## Jugadoras

### Equipo actual
Los siguientes jugadores fueron convocados para el entrenamiento de enero y los partidos no oficiales contra Grasshopper Club Zürich y FC Bühler los días 12 y 26 de enero de 2020, respectivamente.
| No. | Pos. | Jugadora             | Fecha de nacimiento (edad)         | Apa. | Goles | Club               |
| --- | ---- | -------------------- | ---------------------------------- | ---- | ----- | ------------------ |
|     | POR  | Jara Ackermann       | 20 de mayo de 2004 (21 años)       | 0    | 0     | Sargans            |
|     | POR  | Bettina Huber        | 7 de septiembre de 1995 (29 años)  | 0    | 0     | Triesen            |
|     | POR  | Isabel Zimmermann    | 19 de noviembre de 1985 (39 años)  | 0    | 0     | Gams               |
|     |      |                      |                                    |      |       |                    |
|     | DEF  | Sophia Blumenthal    | 6 de febrero de 2002 (23 años)     | 0    | 0     | St. Gallen-Staad   |
|     | DEF  | Ramona Frick         | 25 de julio de 1999 (25 años)      | 0    | 0     | Gams               |
|     | DEF  | Jessica Gstöhl       | 14 de enero de 1993 (32 años)      | 0    | 0     | Widnau             |
|     | DEF  | Sophia Hürlimann     | 30 de marzo de 2000 (25 años)      | 0    | 0     | Zürich             |
|     | DEF  | Elena Lohner         | 19 de julio de 2001 (23 años)      | 0    | 0     | Triesen            |
|     | DEF  | Lara Uebersax        | 1 de junio de 1999 (26 años)       | 0    | 0     | Triesen            |
|     | DEF  | Isabelle Wiebach     | 14 de junio de 1994 (31 años)      | 0    | 0     | Balzers            |
|     |      |                      |                                    |      |       |                    |
|     | MED  | Fiona Batliner       | 22 de diciembre de 2003 (21 años)  | 0    | 0     | St. Gallen-Staad   |
|     | MED  | Katja Beck           | 17 de enero de 1991 (34 años)      | 0    | 0     | St. Gallen-Staad   |
|     | MED  | Julia Benneckenstein | 8 de marzo de 2000 (25 años)       | 0    | 0     | Triesen            |
|     | MED  | Eva Fasel            | 1 de septiembre de 1994 (30 años)  | 0    | 0     | Triesen            |
|     | MED  | Felicia Frick        | 13 de noviembre de 2003 (21 años)  | 0    | 0     | Dornbirn           |
|     | MED  | Mirianda Frick       | 22 de diciembre de 1988 (36 años)  | 0    | 0     | Liechtenstein Nord |
|     | MED  | Nina Gassner         | 7 de julio de 2000 (24 años)       | 0    | 0     | Triesen            |
|     | MED  | Viktoria Gerner      | 22 de abril de 1989 (36 años)      | 0    | 0     | Triesen            |
|     | MED  | Lena Göppel          | 11 de agosto de 2001 (23 años)     | 0    | 0     | St. Gallen-Staad   |
|     | MED  | Mia Hammermann       | 19 de marzo de 1997 (28 años)      | 0    | 0     | St. Gallen-Staad   |
|     | MED  | Gloria Marxer        | 16 de diciembre de 2000 (24 años)  | 0    | 0     | Liechtenstein Nord |
|     | MED  | Katharina Risch      | 9 de noviembre de 2004 (20 años)   | 0    | 0     | Vaduz              |
|     | MED  | Sümeyye Özcan        | 2 de abril de 2001 (24 años)       | 0    | 0     | Triesen            |
|     |      |                      |                                    |      |       |                    |
|     | DEL  | Eva Beck             | 25 de noviembre de 1997 (27 años)  | 0    | 0     | Walperswil         |
|     | DEL  | Naomi Kindle         | 13 de octubre de 2001 (23 años)    | 0    | 0     | Triesen            |
|     | DEL  | Christina Müssner    | 10 de diciembre de 1993 (31 años)  | 0    | 0     | Buchs              |
|     | DEL  | Julia Oehri          | 28 de septiembre de 1987 (37 años) | 0    | 0     | Widnau             |